# Vetleholmen (Kvam)
Ne doit pas être confondu avec Vetleholmen ou Vetleholmen (Lindås).
Vetleholmen, est une île dans le landskap Sunnhordland du comté de Vestland. Elle appartient administrativement à Kvam.

## Géographie
Rocheuse et couverte d'arbres, à fleur d'eau, elle s'étend sur environ 218 m de longueur pour une largeur approximative de 145 m.